# 若松ゴルフ倶楽部
若松ゴルフ倶楽部（わかまつゴルフくらぶ）は、 福岡県北九州市若松区にあるゴルフ場である。

## 概要
1958年（昭和33年）頃、若松地域に「若松会」という十数人のゴルフ好きの会があり、「門司ゴルフ倶楽部」（1934年（昭和9年）開場、設計・上田治）に通っていた。その会の中心人物が門司ゴルフ倶楽部の支配人・矢野五六で、戦前の小郡町（現・小郡市）の「福岡ゴルフ倶楽部大保コース」（1926年（大正15年）開場、1944年（昭和19年）閉鎖、設計・川崎保）通いからのゴルフ好きだった。
若松会では「若松にもゴルフ場を」との声が高まっていった、それに答えたのが若松市長（現・若松区）・吉田敬太郎と商工会議所の石炭商だった。吉田市長は、地域振興と雇用確保を目的に市が中心となり進めることにして、若松市役所の観光課に創立事務所を置き、矢野五六を参謀に据えた。新たなゴルフ場の建設に向けて「社団法人若松ゴルフ倶楽部」を創設、理事長に市長・吉田敬太郎が、名誉会計に助役が就任し、市会議員4名が理事に就任した。
ゴルフ場の建設用地は、市を挙げて用地買収に取り組むなど、官民の協力で島郷地区の20万坪に決まった。コース設計は上田治に依頼、上田は、門司ゴルフ倶楽部が9ホールを増設したときの設計者だったため、門司ゴルフ倶楽部を手本に進められた。
1958年（昭和33年）3月、乙丸地区に9ホールのコースを着工、同年6月、9ホールのコースが完成した。増設ホールの発注は遅れたが、1959年（昭和34年）1月、9ホールの工事が着工した。同年9月24日、18ホール、6,744ヤード、パー72のコースが完成、開場された。福岡県では、戦前に開場した門司ゴルフ倶楽部に次ぐ2番目のゴルフ場となった。
コースの特徴は、シーサイドコースで、アウトコースは豪快に攻めるコース、インコースは綿密な攻めが必要なコースと対照的な設計になっている。開場時は、九州では珍しがられた高麗芝のワングリーンだったが、その後、古来芝の2グリーンに改造した。1994年（平成6年）、大西久光の設計でベントのワングリーンに改造された。

## 所在地
福岡県北九州市若松区乙丸1560番地

## コース情報
- 開場日 - 1959年9月24日
- 設計者 - 上田 治
- 面積 - 690,000m2（約20.8万坪）
- コースタイプ - シーサイドコース
- コース - 18ホールズ、パー72、6,827ヤード、コースレート73.5
- フェアウェー - コウライ
- ラフ - ノシバ
- グリーン - 1グリーン、ロイヤルリンクスセブン
- ラウンドスタイル - 全組キャディ付、歩いてのラウンド、ツーサム可
- 練習場 - 20打席300ヤード
- 休場日 - 毎週火曜日、12月31日、1月1日[5][6]

## クラブ情報
- ハウス面積 - 3,567m2（1,079坪）
- ハウス設計 - 株式会社竹中工務店
- ハウス施工 - 株式会社竹中工務店[5][6]

## ギャラリー
- コース - 「若松ゴルフ倶楽部」、コース、2021年4月2日閲覧
- ハウス - 「若松ゴルフ倶楽部」、施設案内、2021年4月2日閲覧

## 交通アクセス
- 鉄道 - JR九州鹿児島本線・筑豊本線 - 折尾駅より タクシー利用約15分
- 道路 - 北九州高速4号線 - 黒崎ICより 約15分[7]

## 上田治の設計図
- 「若松ゴルフ倶楽部」、上田治氏コース原型図、１番 - 18番ホール、6,700ヤード、パー72、1/3,000

## 関連文献
- 『ゴルフ場ガイド 西版』、2006-2007、「若松ゴルフ倶楽部」、東京 ゴルフダイジェスト社、2006年5月、2021年4月2日閲覧
- 『美しい日本のゴルフコース BEAUTIFUL GOLF CULTURE IN JAPAN 日本のゴルフ110年記念 ゴルフは日本の新しい伝統文化である』、ゴルフダイジェスト社「美しい日本のゴルフコース」編纂委員会編、「昭和33年、若松市役所が地域振興、雇用促進を目的にゴルフ場開発を推進」、東京 ゴルフダイジェスト社、2013年12月、2021年4月2日閲覧